# Coppa Italia Serie C 2018-2019 (calcio femminile)
L'edizione 2018-2019 è stata la prima della Coppa Italia Serie C di calcio femminile. Il torneo è iniziato il 9 settembre 2018 e si è concluso l'11 maggio 2019 con la finale. La coppa è stata vinta dalla Riozzese, che in finale ha superato il Napoli dopo i tempi supplementari.

## Squadre partecipanti
Partecipano alla competizione 47 squadre, appartenenti ai 4 gironi di Serie C.

### Girone A
- Azalee
- Campomorone Lady
- Caprera[2][3]
- Juventus Torino
- Novese
- Pinerolo
- Real Meda
- Romagnano
- Luserna
- Spezia
- Luserna
- Torino

### Girone B
- Atletico Oristano
- Brixen OBI
- Padova
- Como 2000
- Fiamma Monza
- Vittorio Veneto
- Riozzese
- Trento Clarentia
- Unterland
- Venezia
- Vicenza
- Voluntas Osio

### Girone C
- Bologna
- Imolese
- L.F. Jesina
- Libertas Femminile
- Olimpia Forlì
- Perugia[4]
- Pontedera
- Real Bellante
- Riccione
- San Marino
- San Paolo
- Torres

### Girone D
- Aprilia Racing
- Apulia Trani
- Chieti
- Grifone
- Ludos Palermo
- Napoli
- New Team San Marco
- Pescara
- Potenza
- Salento Women
- S. Egidio
- Vapa Virtus Napoli

## Date
| Fase               | Turno            | Data                           |                                |
| ------------------ | ---------------- | ------------------------------ | ------------------------------ |
| Gironi eliminatori | 1ª giornata      | 9 settembre 2018               | 9 settembre 2018               |
| Gironi eliminatori | 2ª giornata      | 16 settembre 2018              | 16 settembre 2018              |
| Gironi eliminatori | 3ª giornata      | 23 settembre 2018              | 23 settembre 2018              |
| Fase finale        | Ottavi di finale | 8 dicembre 2018                | 8 dicembre 2018                |
| Fase finale        | Quarti di finale | 23 febbraio 2019 13 marzo 2019 | 23 febbraio 2019 13 marzo 2019 |
| Fase finale        | Semifinali       | 30 marzo 2019 17 aprile 2019   | 30 marzo 2019 17 aprile 2019   |
| Fase finale        | Finale           | 11 maggio 2019                 | 11 maggio 2019                 |

## Formula
Per questa prima edizione alla competizione prendono parte le 48 squadre partecipanti alla Serie C. La competizione si articola su cinque fasi. La prima fase è caratterizzata dai gironi eliminatori: le 48 squadre sono suddivise in quindici gironi da tre ed un accoppiamento (a causa della rinuncia all'iscrizione dell'ASD CF Superba) secondo criteri di vicinanza geografica. Nei gironi si giocano solamente tre partite, due per squadra, e vengono ammesse alla seconda fase solamente le sedici vincitrici dei gironi. A partire dalla seconda fase (dagli ottavi di finale alla finale) tutte le gare si disputano ad eliminazione diretta.

## Gironi eliminatori
La composizione dei sedici gironi eliminatori è stata effettuata il 6 agosto 2018, così come il sorteggio per la determinazione della squadra che disputa la prima giornata in casa. Nella seconda giornata riposa la squadra vittoriosa nella prima giornata o, in caso di pareggio, la squadra che ha giocato in trasferta la prima giornata.

### Accoppiamento 1

#### Classifica
| Pos. | Squadra           | Pt | G | V | N | P | GF | GS | DR  |
| ---- | ----------------- | -- | - | - | - | - | -- | -- | --- |
| 1.   | Torres            | 6  | 2 | 2 | 0 | 0 | 12 | 1  | +11 |
| 2.   | Atletico Oristano | 0  | 2 | 0 | 0 | 2 | 1  | 12 | -11 |

#### Risultati
| Sassari 29 settembre 2018, ore 15:30 CEST 1ª giornata | Torres | 9 – 0 | Atletico Oristano | Stadio Latte Dolce |

| Oristano 7 ottobre 2018, ore 15:00 CEST 2ª giornata | Atletico Oristano | 1 – 3 | Torres | Stadio Tharros |

### Triangolare 2

#### Classifica
| Pos. | Squadra            | Pt | G | V | N | P | GF | GS | DR  |
| ---- | ------------------ | -- | - | - | - | - | -- | -- | --- |
| 1.   | Ludos Palermo      | 6  | 2 | 2 | 0 | 0 | 21 | 4  | +17 |
| 2.   | S. Egidio          | 3  | 2 | 1 | 0 | 1 | 12 | 6  | +6  |
| 3.   | New Team San Marco | 0  | 2 | 0 | 0 | 2 | 3  | 26 | -23 |

#### Risultati
| Sant'Egidio del Monte Albino 9 settembre 2018, ore 15:00 CEST 1ª giornata | S. Egidio                 | 2 – 5 | Ludos Palermo | Stadio Antonio Spirito\| Arbitro: \| Dario Ciaravolo (Salerno) \| |
| Arbitro:                                                                  | Dario Ciaravolo (Salerno) |       |               |                                                                   |

| San Marco Argentano 16 settembre 2018, ore 15:00 CEST 2ª giornata | New Team San Marco | 1 – 10 | S. Egidio | Stadio comunale |

| Palermo 23 settembre 2018, ore 15:00 CEST 3ª giornata | Ludos Palermo | 16 – 2 | New Team San Marco | Stadio Rosolino Lo Cicero |

### Triangolare 3

#### Classifica
| Pos. | Squadra       | Pt | G | V | N | P | GF | GS | DR  |
| ---- | ------------- | -- | - | - | - | - | -- | -- | --- |
| 1.   | Salento Women | 6  | 2 | 2 | 0 | 0 | 23 | 1  | +22 |
| 2.   | Apulia Trani  | 3  | 2 | 1 | 0 | 1 | 12 | 7  | +5  |
| 3.   | Potenza       | 0  | 2 | 0 | 0 | 2 | 0  | 27 | -27 |

#### Risultati
| Trani 16 settembre 2018, ore 16:00 CEST 1ª giornata | Apulia Trani | 1 – 7 | Salento Women | Stadio comunale |

| Collepasso 30 settembre 2018, ore 15:00 CEST 2ª giornata | Salento Women | 16 – 0 | Potenza | Stadio comunale |

| Potenza 7 ottobre 2018, ore 15:00 CEST 3ª giornata | Potenza | 0 – 11 | Apulia Trani | Stadio Alfredo Viviani |

### Triangolare 4

#### Classifica
| Pos. | Squadra            | Pt | G | V | N | P | GF | GS | DR |
| ---- | ------------------ | -- | - | - | - | - | -- | -- | -- |
| 1.   | Napoli             | 6  | 2 | 2 | 0 | 0 | 9  | 0  | +9 |
| 2.   | Vapa Virtus Napoli | 3  | 2 | 1 | 0 | 1 | 1  | 2  | -1 |
| 3.   | Aprilia Racing     | 0  | 2 | 0 | 0 | 2 | 0  | 8  | -8 |

#### Risultati
| Napoli 9 settembre 2018, ore 15:00 CEST 1ª giornata | Napoli                      | 7 – 0 | Aprilia Racing | Stadio Simpatia\| Arbitro: \| Valerio Esposito (Ercolano) \| |
| Arbitro:                                            | Valerio Esposito (Ercolano) |       |                |                                                              |

| Ardea 16 settembre 2018, ore 15:00 CEST 2ª giornata | Aprilia Racing | 0 – 1 | Vapa Virtus Napoli | Pineta dei Liberti |

| Volla 23 settembre 2018, ore 15:00 CEST 3ª giornata | Vapa Virtus Napoli | 0 – 2 | Napoli | Stadio Paolo Borsellino |

### Triangolare 5

#### Classifica
| Pos. | Squadra       | Pt | G | V | N | P | GF | GS | DR |
| ---- | ------------- | -- | - | - | - | - | -- | -- | -- |
| 1.   | Chieti        | 3  | 2 | 1 | 0 | 1 | 5  | 3  | +2 |
| 2.   | Pescara       | 3  | 2 | 1 | 0 | 1 | 6  | 5  | +1 |
| 3.   | Real Bellante | 3  | 2 | 1 | 0 | 1 | 4  | 7  | -3 |

#### Risultati
| Chieti 9 settembre 2018, ore 15:00 CEST 1ª giornata | Chieti                    | 4 – 0 | Real Bellante | Stadio Angelini\| Arbitro: \| Mauro Iannella (L'Aquila) \| |
| Arbitro:                                            | Mauro Iannella (L'Aquila) |       |               |                                                            |

| Bellante 16 settembre 2018, ore 15:00 CEST 2ª giornata | Real Bellante | 4 – 3 | Pescara | Stadio Comunale |

| Città Sant'Angelo 23 settembre 2018, ore 15:00 CEST 3ª giornata | Pescara | 3 – 1 | Chieti | Stadio Poggio Degli Ulivi |

### Triangolare 6

#### Classifica
| Pos. | Squadra     | Pt | G | V | N | P | GF | GS | DR |
| ---- | ----------- | -- | - | - | - | - | -- | -- | -- |
| 1.   | Perugia     | 6  | 2 | 2 | 0 | 0 | 6  | 0  | +6 |
| 2.   | L.F. Jesina | 3  | 2 | 1 | 0 | 1 | 4  | 3  | +1 |
| 3.   | Grifone     | 0  | 2 | 0 | 0 | 2 | 1  | 8  | -7 |

#### Risultati
| Roma 9 settembre 2018, ore 15:00 CEST 1ª giornata | Grifone                 | 1 – 4 | L.F. Jesina | Stadio Roma\| Arbitro: \| Emanuele Valzano (Roma) \| |
| Arbitro:                                          | Emanuele Valzano (Roma) |       |             |                                                      |

| Collestrada 15 settembre 2018, ore 18:00 CEST 2ª giornata | Perugia | 4 – 0 | Grifone | Stadio Giansanti |

| Jesi 23 settembre 2018, ore 15:00 CEST 3ª giornata | L.F. Jesina | 0 – 2 | Perugia | Stadio Cardinaletti |

### Triangolare 7

#### Classifica
| Pos. | Squadra   | Pt | G | V | N | P | GF | GS | DR |
| ---- | --------- | -- | - | - | - | - | -- | -- | -- |
| 1.   | Bologna   | 6  | 2 | 2 | 0 | 0 | 4  | 0  | +4 |
| 2.   | San Paolo | 3  | 2 | 1 | 0 | 1 | 6  | 1  | +5 |
| 3.   | Imolese   | 0  | 2 | 0 | 0 | 2 | 0  | 9  | -9 |

#### Risultati
| Modena 9 settembre 2018, ore 15:00 CEST 1ª giornata | San Paolo             | 6 – 0 | Imolese | Stadio Mazzoni\| Arbitro: \| Pietro Venuto (Imola) \| |
| Arbitro:                                            | Pietro Venuto (Imola) |       |         |                                                       |

| Imola 16 settembre 2018, ore 15:00 CEST 2ª giornata | Imolese | 0 – 3 | Bologna | Stadio Bacchilega - Campo 1 |

| Zola Predosa 23 settembre 2018, ore 15:00 CEST 3ª giornata | Bologna | 1 – 0 | San Paolo | Stadio Enrico Filippetti |

### Triangolare 8

#### Classifica
| Pos. | Squadra       | Pt | G | V | N | P | GF | GS | DR |
| ---- | ------------- | -- | - | - | - | - | -- | -- | -- |
| 1.   | San Marino    | 6  | 2 | 2 | 0 | 0 | 10 | 2  | +8 |
| 2.   | Riccione      | 3  | 2 | 1 | 0 | 1 | 3  | 3  | 0  |
| 3.   | Olimpia Forlì | 0  | 2 | 0 | 0 | 2 | 0  | 8  | -8 |

#### Risultati
| Forlì 9 settembre 2018, ore 15:00 CEST 1ª giornata | Olimpia Forlì            | 0 – 7 | San Marino | Stadio federale "Ortali"\| Arbitro: \| Nicola Emiliani (Faenza) \| |
| Arbitro:                                           | Nicola Emiliani (Faenza) |       |            |                                                                    |

| Riccione 16 settembre 2018, ore 18:30 CEST 2ª giornata | Riccione | 1 – 0 | Olimpia Forlì | Stadio Nicoletti |

| Dogana 23 settembre 2018, ore 15:00 CEST 3ª giornata | San Marino | 3 – 2 | Riccione | Stadio Ezio Conti |

### Triangolare 9

#### Classifica
| Pos. | Squadra            | Pt | G | V | N | P | GF | GS | DR |
| ---- | ------------------ | -- | - | - | - | - | -- | -- | -- |
| 1.   | Pontedera          | 6  | 2 | 2 | 0 | 0 | 7  | 2  | +5 |
| 2.   | Spezia             | 3  | 2 | 1 | 0 | 1 | 6  | 2  | +4 |
| 3.   | Libertas Femminile | 0  | 2 | 0 | 0 | 2 | 1  | 10 | -9 |

#### Risultati
| La Spezia 8 settembre 2018, ore 15:00 CEST 1ª giornata | Spezia                        | 5 – 0 | Libertas Femminile | Stadio comunale\| Arbitro: \| Giovanni Tanzella (La Spezia) \| |
| Arbitro:                                               | Giovanni Tanzella (La Spezia) |       |                    |                                                                |

| Camaiore 16 settembre 2018, ore 17:00 CEST 2ª giornata | Libertas Femminile | 1 – 5 | Pontedera | Stadio Elisa |

| Pontedera 23 settembre 2018, ore 15:00 CEST 3ª giornata | Pontedera | 2 – 1 | Spezia | Stadio Ettore Mannucci |

### Accoppiamento 10

#### Classifica
| Pos. | Squadra          | Pt | G | V | N | P | GF | GS | DR |
| ---- | ---------------- | -- | - | - | - | - | -- | -- | -- |
| 1.   | Campomorone Lady | 6  | 2 | 2 | 0 | 0 | 3  | 1  | +2 |
| 2.   | Novese           | 0  | 2 | 0 | 0 | 2 | 1  | 3  | -2 |

#### Risultati
| Genova 9 settembre 2018, ore 15:00 CEST 1ª giornata | Campomorone Lady              | 2 – 1 | Novese | Campo Begato\| Arbitro: \| Alessandro Mazzoni (Chiavari) \| |
| Arbitro:                                            | Alessandro Mazzoni (Chiavari) |       |        |                                                             |

| Novi Ligure 23 settembre 2018, ore 15:00 CEST 2ª giornata | Novese | 0 – 1 | Campomorone Lady | Stadio Girardengo |

### Triangolare 11

#### Classifica
| Pos. | Squadra         | Pt | G | V | N | P | GF | GS | DR |
| ---- | --------------- | -- | - | - | - | - | -- | -- | -- |
| 1.   | Voluntas Osio   | 6  | 2 | 2 | 0 | 0 | 9  | 3  | +6 |
| 2.   | Juventus Torino | 3  | 2 | 1 | 0 | 1 | 5  | 3  | +2 |
| 3.   | Romagnano       | 0  | 2 | 0 | 0 | 2 | 1  | 9  | -8 |

#### Risultati
| Torino 9 settembre 2018, ore 15:00 CEST 1ª giornata | Juventus Torino             | 2 – 3 | Voluntas Osio | Stadio "Atletico Torino"\| Arbitro: \| Edoardo Borello (Nichelino) \| |
| Arbitro:                                            | Edoardo Borello (Nichelino) |       |               |                                                                       |

| Romagnano Sesia 16 settembre 2018, ore 18:00 CEST 2ª giornata | Romagnano | 0 – 3 | Juventus Torino | Stadio Sportivo Comunale |

| Osio Sotto 23 settembre 2018, ore 15:00 CEST 3ª giornata | Voluntas Osio | 6 – 1 | Romagnano | Stadio Comunale |

### Triangolare 12

#### Classifica
| Pos. | Squadra  | Pt | G | V | N | P | GF | GS | DR |
| ---- | -------- | -- | - | - | - | - | -- | -- | -- |
| 1.   | Pinerolo | 6  | 2 | 2 | 0 | 0 | 6  | 1  | +5 |
| 2.   | Luserna  | 3  | 2 | 1 | 0 | 1 | 2  | 2  | 0  |
| 3.   | Torino   | 0  | 2 | 0 | 0 | 2 | 0  | 5  | -5 |

#### Risultati
| Venaria Reale 9 settembre 2018, ore 15:00 CEST 1ª giornata | Luserna               | 1 – 0 | Torino | Stadio Don Mosso\| Arbitro: \| Luca Leone (Collegno) \| |
| Arbitro:                                                   | Luca Leone (Collegno) |       |        |                                                         |

| Pianezza 16 settembre 2018, ore 15:00 CEST 2ª giornata | Torino | 0 – 4 | Pinerolo | Stadio Giovanni Soffietti |

| Pinerolo 23 settembre 2018, ore 15:00 CEST 3ª giornata | Pinerolo | 2 – 1 | Luserna | Stadio Barbieri |

### Triangolare 13

#### Classifica
| Pos. | Squadra      | Pt | G | V | N | P | GF | GS | DR |
| ---- | ------------ | -- | - | - | - | - | -- | -- | -- |
| 1.   | Como 2000    | 6  | 2 | 2 | 0 | 0 | 6  | 1  | +5 |
| 2.   | Azalee       | 3  | 1 | 1 | 0 | 1 | 5  | 2  | +3 |
| 3.   | Fiamma Monza | 0  | 2 | 0 | 0 | 2 | 1  | 9  | -8 |

#### Risultati
| Gallarate 9 settembre 2018, ore 15:00 CEST 1ª giornata | Azalee                   | 5 – 0 | Fiammamonza | Campo sportivo "Maino"\| Arbitro: \| Luca Bortolozzo (Varese) \| |
| Arbitro:                                               | Luca Bortolozzo (Varese) |       |             |                                                                  |

| Monza 16 settembre 2018, ore 19:00 CEST 2ª giornata | Fiammamonza | 1 – 4 | Como 2000 | Stadio Gino Alfonso Sada |

| Erba 23 settembre 2018, ore 15:00 CEST 3ª giornata | Como 2000 | 2 – 0 | Azalee | Stadio Centro Sportivo "Lambrone" |

### Triangolare 14

#### Classifica
| Pos. | Squadra   | Pt | G | V | N | P | GF | GS | DR |
| ---- | --------- | -- | - | - | - | - | -- | -- | -- |
| 1.   | Riozzese  | 4  | 2 | 1 | 1 | 0 | 6  | 2  | +4 |
| 2.   | Real Meda | 4  | 2 | 1 | 1 | 0 | 5  | 2  | +3 |
| 3.   | Vicenza   | 0  | 2 | 0 | 0 | 2 | 0  | 7  | -7 |

#### Risultati
| Cerro al Lambro 9 settembre 2018, ore 15:00 CEST 1ª giornata | Riozzese                       | 4 – 0 | Vicenza | Centro sportivo "Ugo Guazzelli"\| Arbitro: \| Fabrizio Carsenzuola (Legnano) \| |
| Arbitro:                                                     | Fabrizio Carsenzuola (Legnano) |       |         |                                                                                 |

| Vicenza 16 settembre 2018, ore 15:00 CEST 2ª giornata | Vicenza | 0 – 3 | Real Meda | Stadio comunale Baracca |

| Meda 30 settembre 2018, ore 17:30 CEST 3ª giornata | Real Meda | 2 – 2 | Riozzese | Stadio Città di Meda |

### Triangolare 15

#### Classifica
| Pos. | Squadra         | Pt | G | V | N | P | GF | GS | DR |
| ---- | --------------- | -- | - | - | - | - | -- | -- | -- |
| 1.   | Vittorio Veneto | 6  | 2 | 2 | 0 | 0 | 3  | 0  | +3 |
| 2.   | Venezia         | 3  | 2 | 1 | 0 | 1 | 2  | 1  | +1 |
| 3.   | Padova          | 0  | 2 | 0 | 0 | 2 | 0  | 4  | -4 |

#### Risultati
| Vittorio Veneto 9 settembre 2018, ore 15:00 CEST 1ª giornata | Vittorio Veneto          | 1 – 0 | Venezia | Stadio Paolo Barison\| Arbitro: \| Andrea Dal Col (Belluno) \| |
| Arbitro:                                                     | Andrea Dal Col (Belluno) |       |         |                                                                |

| Marcon 16 settembre 2018, ore 19:00 CEST 2ª giornata | Venezia | 2 – 0 | Padova | Campo comunale Nereo Rocco |

| Padova 23 settembre 2018, ore 15:00 CEST 3ª giornata | Padova | 0 – 2 | Vittorio Veneto | Stadio Vermigli - Sintetico |

### Triangolare 16

#### Classifica
| Pos. | Squadra          | Pt | G | V | N | P | GF | GS | DR |
| ---- | ---------------- | -- | - | - | - | - | -- | -- | -- |
| 1.   | Unterland        | 6  | 2 | 2 | 0 | 0 | 7  | 0  | +7 |
| 2.   | Trento Clarentia | 1  | 2 | 0 | 1 | 1 | 1  | 4  | -3 |
| 3.   | Brixen OBI       | 1  | 2 | 0 | 1 | 1 | 1  | 5  | -4 |

#### Risultati
| Mattarello 9 settembre 2018, ore 15:00 CEST 1ª giornata | Trento Clarentia         | 0 – 3 | Unterland | Stadio comunale\| Arbitro: \| Paolo Urbani (Arco-Riva) \| |
| Arbitro:                                                | Paolo Urbani (Arco-Riva) |       |           |                                                           |

| Cortina sulla Strada del Vino 16 settembre 2018, ore 15:00 CEST 2ª giornata | Unterland | 4 – 0 | Brixen OBI | Stadio Comunale |

| Bressanone 23 settembre 2018, ore 15:00 CEST 3ª giornata | Brixen OBI | 1 – 1 | Trento Clarentia | Stadio Klaus Seebacher |

## Ottavi di finale
Agli ottavi di finale sono state ammesse le sedici vincitrici dei gironi eliminatori. Il sorteggio per gli accoppiamenti si è tenuto il 15 ottobre 2018.
| Squadra 1       | Risultato             | Squadra 2        |
| --------------- | --------------------- | ---------------- |
| 8 dicembre 2018 |                       |                  |
| Napoli          | 5 - 2                 | Ludos Palermo    |
| Chieti          | 0 - 3 (a tav.)        | Salento Women    |
| Bologna         | 1 - 1 (dts) (3-5 dtr) | Perugia          |
| Pinerolo        | 1 - 5                 | Campomorone Lady |
| Vittorio Veneto | 2 - 1 (dts)           | Unterland        |
| Torres          | 0 - 5                 | Riozzese         |
| 9 dicembre 2018 |                       |                  |
| Como 2000       | 3 - 3 (dts) (3-1 dtr) | Voluntas Osio    |
| 6 gennaio 2019  |                       |                  |
| Pontedera       | 1 - 2 (dts)           | San Marino       |

## Quarti di finale
Il sorteggio per gli accoppiamenti dei quarti di finale si è tenuto il 10 gennaio 2019.
| Squadra 1                   | Totale      | Squadra 2        | Andata | Ritorno |
| --------------------------- | ----------- | ---------------- | ------ | ------- |
| 23 febbraio / 13 marzo 2019 |             |                  |        |         |
| Salento Women               | 1 - 5       | Napoli           | 1 - 1  | 0 - 4   |
| San Marino                  | 2 - 2 (gfc) | Perugia          | 1 - 2  | 1 - 0   |
| Vittorio Veneto             | 3 - 2       | Campomorone Lady | 1 - 0  | 2 - 2   |
| 24 febbraio / 13 marzo 2019 |             |                  |        |         |
| Como 2000                   | 3 - 4       | Riozzese         | 2 - 1  | 1 - 3   |

## Semifinali
Il sorteggio per gli accoppiamenti delle semifinali si è tenuto il 18 marzo 2019.
| Squadra 1                 | Totale | Squadra 2 | Andata | Ritorno        |
| ------------------------- | ------ | --------- | ------ | -------------- |
| 30 marzo / 17 aprile 2019 |        |           |        |                |
| Perugia                   | 1 - 2  | Napoli    | 1 - 1  | 0 - 1          |
| 31 marzo / 17 aprile 2019 |        |           |        |                |
| Vittorio Veneto           | 0 - 4  | Riozzese  | 0 - 1  | 0 - 3 (a tav.) |

## Finale
| Arbitro: | Maccarini (Arezzo) |

|                                                     |           |                |
| Grumelli 19’ Galbiati 90+5’ Pedretti 91’ Codecà 98’ | Marcatori | 5’, 36’ Tammik |